# Norris (Illinois)
Norris es una villa ubicada en el condado de Fulton en el estado estadounidense de Illinois. En el Censo de 2010 tenía una población de 213 habitantes y una densidad poblacional de 290,6 personas por km².

## Geografía
Norris se encuentra ubicada en las coordenadas 40°37′33″N 90°1′55″O / 40.62583, -90.03194. Según la Oficina del Censo de los Estados Unidos, Norris tiene una superficie total de 0.73 km², de la cual 0.73 km² corresponden a tierra firme y (0%) 0 km² es agua.

## Demografía
Según el censo de 2010, había 213 personas residiendo en Norris. La densidad de población era de 290,6 hab./km². De los 213 habitantes, Norris estaba compuesto por el 100% blancos, el 0% eran afroamericanos, el 0% eran amerindios, el 0% eran asiáticos, el 0% eran isleños del Pacífico, el 0% eran de otras razas y el 0% pertenecían a dos o más razas. Del total de la población el 0% eran hispanos o latinos de cualquier raza.